# 염홍철
염홍철(廉弘喆, 1944년 8월 6일~)은 대한민국의 제8·10대(민선 제3·5기) 대전광역시장이다.

## 생애
염홍철은 대학(경희대)과 대학원(연세대, 중앙대)을 나온 이후 경남대에서 교직 생활을 시작, 교수, 극동문제연구소장과 북한대학원장을 역임하고, 1988년부터 청와대 정무비서관으로 공직에 입문했다. 임명직 대전광역시장과 한국공항공단 이사장, 대통령 직속 중소기업특별위원회 위원장, 한밭대 총장 등을 역임했고, 민선 3기와 5기의 대전광역시장에 당선돼 2006년 6월까지 근무했다. 그 후 서울대, 배재대, 한밭대, 한남대 등의 초빙 및 석좌교수를 역임했고, 2021년 2월 새마을운동중앙회 정기 대의원 총회에서 제25대 새마을운동중앙회장에 당선되어 오늘에 이르고 있다. 교수시절에는 『제3세계와 종속이론』이라는 베스트셀러를 출판한 적 있고, 다수의 학술서적과 수필집을 발간했다. 2009년 시인에 등단해 『천천히, 천천히 걷는다』라는 시집을 출판한 바 있다.

## 을지의과대학교 설립 청탁 관련 자금 수수
1998년 8월 18일 서울지방검찰청 특수2부는 염홍철을 특정범죄가중처벌등에관한법률위반(알선수재) 혐의로 구속했다. 수사 결과 염홍철은 신한국당 지구당 위원장으로 있던 1996년 9월 경, 대전에 의대 신설 인가가 날 것인지 알아봐달라는 청탁과 함께 3천만원이 입금된 통장을 을지의과대학교 박준영 이사장에게서 받은 사실이 확인되었다.
1998년 11월 27일 서울지방법원 형사합의22부(재판장 이호원 부장판사)는 대전에 을지대학교 의과대학의 설립인가를 받도록 도와달라는 부탁과 함께 3천만원을 받은 혐의로 구속기소된 염홍철에게 특정범죄가중처벌등에관한법률위반(알선수재) 혐의로 징역 1년에 집행유예 2년 및 추징금 3천만원을 선고했다. 1999년 8월 항소심 재판부는 벌금 1천만원과 추징금 3000만원으로 감형해 선고했는데, 당시 염홍철의 변호를 맡았던 변호사는 재판 중 염홍철이 지구당위원장직 사퇴서와 함께 탈당계를 제출했으며 앞으로 정치를 하지 않고 교수로서 일할 수 있도록 선처를 호소해 재판부가 형을 감면해 준 것이라고 밝혔다.

## 학력
- 채운국민학교 졸업
- 강경중학교 졸업
- 대전공업고등학교 졸업
- 경희대학교 정치외교학 학사(1972년)
- 연세대학교 행정대학원 행정학 석사(1974년)
- 중앙대학교 대학원 정치학 박사(1981년)
- 컬럼비아 대학교 대학원 정치학 박사과정 수료(1983년)

### 명예 박사 학위
- 2003년 충남대학교 명예 법학박사

## 경력
- 1987년~1988년: 경남대학교 정치외교학과 교수
- 1988년 3월~1988년 6월: 경남대학교 극동문제연구소장
- 1988년~1993년: 청와대 정무비서관
- 1989년~1990년: 남북고위급 회담 예비회담 대표
- 1993년 3월~1995년 5월: 제30대 대전광역시장
- 1996년 11월~1998년 3월: 한국공항공단 이사장
- 1997년~1998년: 국제공항협회 아태지역 집행위원
- 1999년 5월~2000년 3월: 경남대학교 북한대학원 원장
- 2000년 4월~2002년 4월: 한밭대학교 총장
- 2001년~2002년: 국립 산업대학교 총장협의회 회장
- 2002년 6월 30일 제3회 전국동시지방선거 당선(대전광역시장, 한나라당, 초선)
- 2002년~2006년: 세계과학기술도시연합 회장
- 2002년 7월~2006년 6월: 민선 3기 제34대 대전광역시장
- 2006년 9월~2007년 11월: 제7대 중소기업특별위원회 위원장
- 2010년 6월 2일 제5회 전국동시지방선거 당선(대전광역시장, 자유선진당, 재선)
- 2010년 7월~2014년 6월: 민선 6기 제36대 대전광역시장
- 2014년 9월~2015년 8월: 서울대학교 공과대학 대학원 건설환경공학부 초빙교수
- 2014년 9월~2016년 8월: 배재대학교 석좌교수
- 2016년 8월~2018년 8월: 한밭대학교 석좌교수
- 2018년 9월~2020년 8월: 한남대학교 석좌교수
- 2003년~: 한밭대학교 명예총장
- 2021년 2월~2022년 9월: 새마을운동중앙회 회장

## 주요 저서
- 1980년 제3세계와 종속이론(편저, 한길사)
- 1991년 종속과 발전의 정치경제학(박영사)
- 1994년 연애에 빠진 시장(오름)
- 1995년 아이러브 대전(오름)
- 1998년 다시읽는 종속이론(한울)

## 역대 선거 결과
|  | 20.93% |

|  | 34.86% |

|  | 46.61% |

|  | 41.14% |

|  | 46.67% |

## 소속 정당
| 소속 정당 | 소속 정당             | 소속 기간 | 비고        |
| --------- | --------------------- | --------- | ----------- |
|           | 민주자유당            | 1993~1995 | 정계 입문   |
|           | 신한국당              | 1995~1997 | 당명 변경   |
|           | 한나라당              | 2005~2007 | 입당        |
|           | 무소속                | 2005      | 탈당        |
|           | 열린우리당            | 2005~2007 | 입당        |
|           | 무소속                | 2007      | 탈당        |
|           | 대통합민주신당        | 2007~2008 | 창당        |
|           | 통합민주당            | 2008      | 합당        |
|           | 무소속                | 2008~2009 | 탈당        |
|           | 자유선진당            | 2009~2012 | 입당        |
|           | 선진통일당            | 2012      | 당명 변경   |
|           | 새누리당              | 2012~2017 | 합당        |
|           | 무소속                | 2017      | 탈당        |
|           | 무소속 (더불어민주당) | 2017      | 선대위 합류 |
|           | 무소속                | 2017~2025 | 선대위 해산 |
|           | 더불어민주당          | 2025~현재 | 입당        |